# نادي سبورتينغ لكرة السلة
نادي سبورتينغ لكرة السلة (باليونانية: Α.Ο. Σπόρτιγκ Αθηνών)‏ هو فريق كرة سلة يوناني للمحترفين تأسس في سنة 1924 يقع مقره في أثينا.

## أبرز اللاعبين
من أبرز اللاعبين الذين لعبوا معه:
- ألفونسو فورد
- ديريك هاميلتون
- ديميتريوس بابانيكولاو
- دونالد ويليامز
- مالكولم ماكي
- ميتشل يغينز
- توني دوماس

## أبرز المدربين
من أبرز المدربين الذين دربوه:
- إيفانجيلوس كورونيوس

## وصلات خارجية
- الموقع الرسمي